# Premier League 2021/22
Het seizoen 2021/22 van de Premier League is het 30ste seizoen van de hoogste Engelse voetbalcompetitie sinds het oprichten van de Premier League in 1992. Manchester City is de titelhouder, Fulham FC, West Bromwich Albion en Sheffield United degradeerden. Zij werden vervangen door Brentford FC, Norwich City en Watford FC. Brentford debuteert dit seizoen in de Premier League, Norwich City en Watford zijn beide terug na één jaar afwezigheid. 

## Teams
| Club                    | Plaats              | Stadion                     | Trainer          | Aanvoerder          |
| ----------------------- | ------------------- | --------------------------- | ---------------- | ------------------- |
| Arsenal FC              | Londen              | Emirates Stadium            | Mikel Arteta     | Alexandre Lacazette |
| Aston Villa             | Birmingham          | Villa Park                  | Steven Gerrard   | Tyrone Mings        |
| Brentford FC            | Londen              | Brentford Community Stadium | Thomas Frank     | Pontus Jansson      |
| Brighton & Hove Albion  | Brighton            | Falmer Stadium              | Graham Potter    | Lewis Dunk          |
| Burnley FC              | Burnley             | Turf Moor                   | Mike Jackson     | Ben Mee             |
| Chelsea FC              | Londen              | Stamford Bridge             | Thomas Tuchel    | César Azpilicueta   |
| Crystal Palace FC       | Londen              | Selhurst Park               | Patrick Vieira   | Luka Milivojević    |
| Everton FC              | Liverpool           | Goodison Park               | Frank Lampard    | Séamus Coleman      |
| Leeds United            | Leeds               | Elland Road                 | Jesse Marsch     | Liam Cooper         |
| Leicester City          | Leicester           | King Power Stadium          | Brendan Rodgers  | Kasper Schmeichel   |
| Liverpool FC            | Liverpool           | Anfield                     | Jürgen Klopp     | Jordan Henderson    |
| Manchester City         | Manchester          | Etihad Stadium              | Pep Guardiola    | Fernandinho         |
| Manchester United       | Manchester          | Old Trafford                | Ralf Rangnick    | Harry Maguire       |
| Newcastle United        | Newcastle upon Tyne | St. James' Park             | Eddie Howe       | Jamaal Lascelles    |
| Norwich City FC         | Norwich             | Carrow Road                 | Dean Smith       | Grant Hanley        |
| Southampton FC          | Southampton         | St. Mary's Stadium          | Ralph Hasenhüttl | James Ward-Prowse   |
| Tottenham Hotspur       | Londen              | Tottenham Hotspur Stadium   | Antonio Conte    | Hugo Lloris         |
| Watford FC              | Watford             | Vicarage Road               | Roy Hodgson      | Moussa Sissoko      |
| West Ham United         | Londen              | London Stadium              | David Moyes      | Mark Noble          |
| Wolverhampton Wanderers | Wolverhampton       | Molineux Stadium            | Bruno Lage       | Conor Coady         |

### Trainerswissels
| Team              | Vertrekkende manager | Reden van vertrek | Datum van vertrek | Positie in competitie | Nieuwe manager  |
| ----------------- | -------------------- | ----------------- | ----------------- | --------------------- | --------------- |
| Watford FC        | Xisco Muñoz          | Ontslagen         | 3 oktober 2021    | 14e                   | Claudio Ranieri |
| Newcastle United  | Steve Bruce          | Ontslagen         | 20 oktober 2021   | 19e                   | Graeme Jones    |
| Tottenham Hotspur | Nuno                 | Ontslagen         | 1 november 2021   | 8e                    | Antonio Conte   |
| Norwich City      | Daniel Farke         | Ontslagen         | 6 november 2021   | 20e                   | Dean Smith      |
| Aston Villa       | Dean Smith           | Ontslagen         | 7 november 2021   | 16e                   | Steven Gerrard  |
| Manchester United | Ole Gunnar Solskjær  | Ontslagen         | 21 november 2021  | 7e                    | Ralf Rangnick   |
| Everton           | Rafael Benítez       | Ontslagen         | 16 januari 2022   | 15e                   | Frank Lampard   |
| Watford           | Claudio Ranieri      | Ontslagen         | 24 januari 2022   | 19e                   | Roy Hodgson     |
| Leeds United      | Marcelo Bielsa       | Ontslagen         | 27 februari 2022  | 16e                   | Jesse Marsch    |
| Burnley           | Sean Dyche           | Ontslagen         | 15 april 2022     | 18e                   | Mike Jackson    |

## Eindstand
| Pos | Club                    | Gs | W  | G  | V  | Pnt | Dv | Dt | Ds  |
| --- | ----------------------- | -- | -- | -- | -- | --- | -- | -- | --- |
| 1.  | Manchester City         | 38 | 29 | 6  | 3  | 93  | 99 | 26 | +73 |
| 2.  | Liverpool               | 38 | 28 | 8  | 2  | 92  | 94 | 26 | +68 |
| 3.  | Chelsea                 | 38 | 21 | 11 | 6  | 74  | 76 | 33 | +43 |
| 4.  | Tottenham Hotspur       | 38 | 22 | 5  | 11 | 71  | 69 | 40 | +29 |
| 5.  | Arsenal FC              | 38 | 22 | 3  | 13 | 69  | 61 | 48 | +13 |
| 6.  | Manchester United       | 38 | 16 | 10 | 12 | 58  | 57 | 57 | +0  |
| 7.  | West Ham United         | 38 | 16 | 8  | 14 | 56  | 60 | 51 | +9  |
| 8.  | Leicester City          | 38 | 14 | 10 | 14 | 52  | 62 | 59 | +3  |
| 9.  | Brighton & Hove Albion  | 38 | 12 | 15 | 11 | 51  | 42 | 44 | -2  |
| 10. | Wolverhampton Wanderers | 38 | 15 | 6  | 17 | 51  | 38 | 43 | -5  |
| 11. | Newcastle United        | 38 | 13 | 10 | 15 | 49  | 44 | 62 | -18 |
| 12. | Crystal Palace FC       | 38 | 11 | 15 | 12 | 48  | 50 | 46 | +4  |
| 13. | Brentford FC            | 38 | 13 | 7  | 18 | 46  | 48 | 56 | -8  |
| 14. | Aston Villa             | 38 | 13 | 6  | 19 | 45  | 52 | 54 | -2  |
| 15. | Southampton FC          | 38 | 9  | 13 | 16 | 40  | 43 | 67 | -24 |
| 16. | Everton                 | 38 | 11 | 6  | 21 | 39  | 43 | 66 | -23 |
| 17. | Leeds United            | 38 | 9  | 11 | 18 | 38  | 42 | 79 | -37 |
| 18. | Burnley FC              | 38 | 7  | 14 | 17 | 35  | 34 | 53 | -19 |
| 19. | Watford                 | 38 | 6  | 5  | 27 | 23  | 34 | 77 | -43 |
| 20. | Norwich City            | 38 | 5  | 7  | 26 | 22  | 23 | 84 | -61 |

### Legenda
| Kleur | Kwalificatie voor                         |
| ----- | ----------------------------------------- |
|       | Groepsfase Champions League               |
|       | Groepsfase Europa League                  |
|       | Tweede voorronde Europa Conference League |
|       | Degradatie naar Championship              |

## Statistieken

### Topscorers
| Rang | Naam              | Club              | Goals |
| ---- | ----------------- | ----------------- | ----- |
| 1.   | Mohamed Salah     | Liverpool         | 23    |
| 1.   | Son Heung-Min     | Tottenham Hotspur | 23    |
| 3.   | Cristiano Ronaldo | Manchester United | 18    |
| 4.   | Harry Kane        | Tottenham Hotspur | 18    |
| 5.   | Sadio Mané        | Liverpool         | 16    |
| 6.   | Diogo Jota        | Liverpool         | 15    |
| 6.   | Kevin De Bruyne   | Manchester City   | 15    |
| 6.   | Jamie Vardy       | Leicester City    | 15    |
| 9.   | Wilfried Zaha     | Crystal Palace    | 14    |
| 10.  | Raheem Sterling   | Manchester City   | 14    |
| 11.  | Ivan Toney        | Brentford         | 12    |
| 11.  | Jarrod Bowen      | West Ham United   | 12    |
| 11.  | James Maddison    | Leicester City    | 12    |

#### Assists
| Rank | Player                 | Club              | Assists |
| ---- | ---------------------- | ----------------- | ------- |
| 1.   | Mohamed Salah          | Liverpool         | 13      |
| 2.   | Trent Alexander-Arnold | Liverpool         | 12      |
| 3.   | Andrew Robertson       | Liverpool         | 10      |
| 4.   | Paul Pogba             | Manchester United | 9       |
| 4.   | Mason Mount            | Chelsea           | 9       |
| 6.   | Gabriel Jesus          | Manchester City   | 8       |
| 6.   | Jarrod Bowen           | West Ham United   | 8       |
| 6.   | Harry Kane             | Tottenham Hotspur | 8       |
| 9.   | Michail Antonio        | West Ham United   | 6       |
| 9.   | Alexandre Lacazette    | Arsenal           | 6       |
| 9.   | Bryan Mbeumo           | Brentford         | 6       |

### Wedstrijden zonder tegendoelpunten
| Rank | Player            | Club                    | Clean sheets |
| ---- | ----------------- | ----------------------- | ------------ |
| 1.   | Alisson Becker    | Liverpool               | 19           |
| 2.   | Ederson           | Manchester City         | 18           |
| 3.   | Édouard Mendy     | Chelsea                 | 13           |
| 3.   | Hugo Lloris       | Tottenham Hotspur       | 13           |
| 5.   | Aaron Ramsdale    | Arsenal                 | 12           |
| 6.   | José Sá           | Wolverhampton Wanderers | 11           |
| 7.   | Emiliano Martínez | Aston Villa             | 10           |
| 8.   | Vicente Guaita    | Crystal Palace          | 9            |
| 8.   | Nick Pope         | Burnley                 | 9            |
| 8.   | Robert Sánchez    | Brighton & Hove Albion  | 9            |

Bijgewerkt tot en met wedstrijden gespeeld op 25 april 2022

## Onderscheidingen

### Maandelijkse Onderscheidingen
| Mand      | Manager van de maand | Manager van de maand    | Speler van de maand    | Speler van de maand | Doelpunt van de maand | Doelpunt van de maand | Referenties |
| Mand      | Manager              | Club                    | Speler                 | Club                | Speler                | Club                  | Referenties |
| --------- | -------------------- | ----------------------- | ---------------------- | ------------------- | --------------------- | --------------------- | ----------- |
| Augustus  | Nuno                 | Tottenham Hotspur       | Michail Antonio        | West Ham United     | Danny Ings            | Aston Villa           |             |
| September | Mikel Arteta         | Arsenal                 | Cristiano Ronaldo      | Manchester United   | Andros Townsend       | Everton               |             |
| Oktober   | Thomas Tuchel        | Chelsea                 | Mohamed Salah          | Liverpool           | Mohamed Salah         | Liverpool             |             |
| November  | Josep Guardiola      | Manchester City         | Trent Alexander-Arnold | Liverpool           | Rodri                 | Manchester City       |             |
| December  | Josep Guardiola      | Manchester City         | Raheem Sterling        | Manchester City     | Alexandre Lacazette   | Arsenal               |             |
| Januari   | Bruno Lage           | Wolverhampton Wanderers | David de Gea           | Manchester United   | Mateo Kovačić         | Chelsea               |             |
| Februari  | Eddie Howe           | Newcastle United        | Joël Matip             | Liverpool           | Wilfried Zaha         | Crystal Palace        |             |
| Maart     | Mikel Arteta         | Arsenal                 | Harry Kane             | Tottenham Hotspur   | Cristiano Ronaldo     | Manchester United     |             |

1888/89 · 1889/90 · 1890/91 · 1891/92 · 1892/93 · 1893/94 · 1894/95 · 1895/96 · 1896/97 · 1897/98 · 1898/99 · 1899/00 · 1900/01 · 1901/02 · 1902/03 · 1903/04 · 1904/05 · 1905/06 · 1906/07 · 1907/08 · 1908/09 · 1909/10 · 1910/11 · 1911/12 · 1912/13 · 1913/14 · 1914/15 · 1915/16 · 1916/17 · 1917/18 · 1918/19 · 1919/20 · 1920/21 · 1921/22 · 1922/23 · 1923/24 · 1924/25 · 1925/26 · 1926/27 · 1927/28 · 1928/29 · 1929/30 · 1930/31 · 1931/32 · 1932/33 · 1933/34 · 1934/35 · 1935/36 · 1936/37 · 1937/38 · 1938/39 · 1939/40 · 1940/41 · 1941/42 · 1942/43 · 1943/44 · 1944/45 · 1945/46 · 1946/47 · 1947/48 · 1948/49 · 1949/50 · 1950/51 · 1951/52 · 1952/53 · 1953/54 · 1954/55 · 1955/56 · 1956/57 · 1957/58 · 1958/59 · 1959/60 · 1960/61 · 1961/62 · 1962/63 · 1963/64 · 1964/65 · 1965/66 · 1966/67 · 1967/68 · 1968/69 · 1969/70 · 1970/71 · 1971/72 · 1972/73 · 1973/74 · 1974/75 · 1975/76 · 1976/77 · 1977/78 · 1978/79 · 1979/80 · 1980/81 · 1981/82 · 1982/83 · 1983/84 · 1984/85 · 1985/86 · 1986/87 · 1987/88 · 1988/89 · 1989/90 · 1990/91 · 1991/92 · 1992/93 · 1993/94 · 1994/95 · 1995/96 · 1996/97 · 1997/98 · 1998/99 · 1999/00 · 2000/01 · 2001/02 · 2002/03 · 2003/04 · 2004/05 · 2005/06 · 2006/07 · 2007/08 · 2008/09 · 2009/10 · 2010/11 · 2011/12 · 2012/13 · 2013/14 · 2014/15 · 2015/16 · 2016/17 · 2017/18 · 2018/19 · 2019/20 · 2020/21 · 2021/22 · 2022/23 · 2023/24 · 2024/25
Nationale competities:
Albanië · Andorra · Armenië · België · Bosnië en Herzegovina · Bulgarije · Cyprus · Denemarken · Duitsland · Engeland · Estland ('21 '22) · Faeröer ('21 '22) · Finland ('21 '22) · Frankrijk · Georgië ('21 '22) · Gibraltar · Griekenland · Hongarije · Ierland ('21 '22) · IJsland ('21 '22) · Israël · Italië · Kazachstan ('21 '22) · Kosovo · Kroatië · Letland ('21 '22) · Litouwen ('21 '22) · Luxemburg · Malta · Moldavië · Montenegro · Nederland · Noord-Ierland · Noord-Macedonië · Noorwegen ('21 '22) · Oekraïne · Oostenrijk · Polen · Portugal · Roemenië · Rusland · San Marino · Schotland · Servië · Slovenië · Slowakije · Spanje · Tsjechië · Turkije · Wales · Wit-Rusland ('21 '22) · Zweden ('21 '22) · Zwitserland
Europese competities: Super Cup 2021 · Champions League · Europa League · Conference League